# Ametralladora Tipo 100
La Tipo 100 fue una ametralladora japonesa de dos cañones. Era accionada por los gases del disparo y alimentada desde un tambor doble que se insertaba sobre el cajón de mecanismos.   

## Descripción
Las ametralladoras Tipo 100 y Tipo 1 ofrecían la ventaja de dos ametralladoras montadas en el espacio ocupado por una sola ametralladora del mismo tamaño, ahorrando así el peso del arma y su afuste, además del espacio en el fuselaje del avión. La limitada cantidad de cartuchos que contenía su cargador hacía que fuese recargada con frecuencia, lo cual era una desventaja menor ante las ventajas del sistema de cañón doble. Este concepto también fue empleado en la ametralladora Tipo 89 y en la MG 81Z.
Los cañones con sus respectivos cerrojos y cilindros de gases se encuentran montados dentro de un único cajón de mecanismos. Este está hecho mediante forja y fresado, para alojar ambos mecanismos. El brocal del cargador está sobre el cajón de mecanismos y las ranuras de eyección están en el fondo de este. Cada mecanismo tiene su propia cubierta posterior. Los cilindros de gases y sus pistones están basados en los de la ametralladora ligera ZB vz. 26. Los cilindros de gases están hechos de una sola pieza de acero y se enroscan en el cajón de mecanismos. El conjunto de gatillo tiene dos fiadores separados que están remachados al armazón del pistolete. Sus dos pistoletes están separados por 152,4 mm, los fiadores están conectados a una barra de transferencia horizontal cuyos extremos se unen con el gatillo de cada pistolete. Ambos cañones pueden dispararse al presionar cualquier gatillo. Su cargador es un tambor doble. Cada tambor contiene 50 cartuchos y alimenta a un solo cañón. Como cada mecanismo tiene su propio muelle recuperador, en caso de que uno de ellos resulte bloqueado, el otro continuará disparando.
La variante Tipo 1 parece ser la misma arma que la primigenia Tipo 100. La ametralladora Tipo 1 tenía un soporte para el hombro instalado. Esta ametralladora no es la Tipo 1 empleada por la Armada Imperial Japonesa, que era una variante de la ametralladora alemana MG 15.

## Ejemplares sobrevivientes
El Museo Satriamandala de Yakarta tiene una Tipo 100 en exhibición.